# Ankistrodon indicus
Ankistrodon è un genere di arcosauri estinti, forse appartenenti ai proterosuchi. Visse nel Triassico inferiore (circa 248 milioni di anni fa) e i suoi resti fossili sono stati ritrovati in India.

## Classificazione
L'unica specie nota è Ankistrodon indicus, descritta per la prima volta nel 1865 da Thomas Henry Huxley e basata su frammenti; Ankistrodon è stato inizialmente considerato un dinosauro. Successivi studi determinarono che questo animale era un membro molto più basale degli arcosauriformi, forse appartenente ai proterosuchidi (rettili semiacquatici simili a coccodrilli). Nel 1972 Alfred Sherwood Romer considerò Ankistrodon un sinonimo del ben più conosciuto Proterosuchus.